# Unrelated (seriál)
Unrelated je připravovaný americký komediální televizní seriál, který bude vysílán na stanici Freeform.

## Synopse
Seriál sleduje příběh sebestředné Jesi a přehnaně ambiciózní Beccy, které skrze jednu testovací společnost zjistí, že mají společnou matku a stanou se z nich tak sestry.

## Obsazení
- Jordin Sparks jako Becca
- Matt Shively jako Matt
- Brooks Brantly jako Todd
- Gigi Zumbado jako Jesi
- Jessika Van jako Luna
- Davi Santos jako Simon

## Produkce

### Vývoj
Dne 15. května 2018 stanice Freeform oznámila, že objednala první řadu nového seriálu. Seriál byl vytvořen Kenyou Barrisem a Ranadou Shepardovou, přičemž oba na něm budou působit také jako výkonní producenti. Produkční společností je ABC Signature Studios. Dne 29. října 2018 bylo oznámeno, že se spolutvůrci a showrunnery stanou Casey Johnson a David Windsor. Barris opustil post scenáristy a showrunnera, avšak zůstal na pozici výkonného producenta. Později bylo doplněno, že se Randall Winston stane dalším výkonným producentem seriálu.
Dne 6. března 2019 byl seriál přejmenován z Besties na Unrelated.

### Casting
Dne 5. února 2019 bylo během konference Television Critics Association oznámeno, že se Jordin Sparks, Matt Shively a Brooks Brantly objeví v seriálu v hlavních rolích. V polovině února 2019 bylo ohlášeno, že Gigi Zumbado, Jessika Van a Davi Santos ztvární hlavní role.